# Élections sénatoriales françaises de 1995
Cet article fournit un résumé des résultats des élections sénatoriales françaises de 1995 qui ont eu lieu le 24 septembre 1995.

## Résultats

### Sièges par groupe
|                        |                                                                                       |        |  |  |  |  |
| Groupes parlementaires | Groupes parlementaires                                                                | Sièges |  |  |  |  |
|                        | Groupe du Rassemblement pour la République (RPR)                                      | 94     |  |  |  |  |
|                        | Groupe socialiste (SOC)                                                               | 75     |  |  |  |  |
|                        | Groupe Union centriste (UC)                                                           | 59     |  |  |  |  |
|                        | Groupe des Républicains et Indépendants (RI)                                          | 46     |  |  |  |  |
|                        | Groupe du Rassemblement démocratique et social européen (RDSE)                        | 24     |  |  |  |  |
|                        | Groupe communiste républicain et citoyen (CRC)                                        | 15     |  |  |  |  |
|                        | Réunion administrative des sénateurs ne figurant sur la liste d'aucun groupe (RASNAG) | 8      |  |  |  |  |
|                        |                                                                                       |        |  |  |  |  |
| Total                  | Total                                                                                 | 321    |  |  |  |  |

## Président du Sénat
René Monory est réélu président du Sénat le 2 octobre 1995.
| Candidat             | Candidat             | Département d’élection | Parti                | Voix | %     |
| -------------------- | -------------------- | ---------------------- | -------------------- | ---- | ----- |
|                      | René Monory          | Vienne                 | UC                   | 186  | 64,81 |
|                      | Claude Estier        | Paris                  | SOC                  | 78   | 27,18 |
|                      | Hélène Luc           | Val-de-Marne           | CRC                  | 18   | 6,27  |
|                      | Charles Pasqua*      | Hauts-de-Seine         | RPR                  | 3    | 1,05  |
|                      | Christian Poncelet*  | Vosges                 | RPR                  | 2    | 0,70  |
|                      |                      |                        |                      |      |       |
| Votes exprimés       | Votes exprimés       | Votes exprimés         | Votes exprimés       | 287  | 91,11 |
| Votes blancs ou nuls | Votes blancs ou nuls | Votes blancs ou nuls   | Votes blancs ou nuls | 28   | 8,89  |
| Votants              | Votants              | Votants                | Votants              | 315  | 100   |
| * Non candidat       |                      |                        |                      |      |       |